# Free Spirit (Band)
Free Spirit ist eine finnische Hard-Rock-Band aus Seinäjoki. Sie veröffentlichte 2009 ihr Debütalbum Pale Sister of Light, der Nachfolger All the Shades of Darkened Light erschien 2014. Beide Alben wurden im Band-eigenen Studio produziert. 
Der Bandname „Free Spirit“ (engl. für Freigeist) entstammt Friedrich Nietzsches Werk Der Antichrist. Nietzsche beschreibt in Kapitel 13 den Freigeist als Menschen, der sich keiner Religion oder politischen Gruppierung verpflichtet fühlt.

## Geschichte
Ursprünglich gegründet wurde die Band Mitte der 1990er Jahre. Gründungsmitglieder sind Sami Alho und Pasi Koivumäki. Bassist Sami Hämäläinen stieß kurz nach der Gründung zur Band hinzu. Die aktuelle Bandbesetzung wurde zwischen 2006 und 2008 formiert. Da sich die musikalische Ausrichtung der Band mit dem Wechsel der Bandmitglieder deutlich änderte, wird 2005 als Jahr der Gründung angegeben.
Kurz nachdem Gitarrist Vesa Yli-Mäenpää festes Bandmitglied wurde, begann die Band mit den Aufnahmen zum Debütalbum Pale Sister of Light. Während der Aufnahmen stieß Vesas Jugendfreund Markku Keski-Mäenpää als zweiter Gitarrist zur Band. Nach Produktion des Albums wurde auch Timo Alho dauerhaftes Mitglied der Band. Nach Veröffentlichung von Pale Sister of Light zog Markku nach Afrika und wurde durch Marko Haapamäki ersetzt.
Im Frühjahr 2009 wurde das Album Pale Sister of Light von zahlreichen internationalen Internet-Blogs und Publikumsumfragen zum „Album des Jahres“ gewählt oder nominiert. 2011 wurde das Album für die Videospiele Rock Band 2 und 3 veröffentlicht.
Die Aufnahmen zum Nachfolgealbum All the Shades of Darkened Light begannen Mitte 2010 und wurden im Sommer 2012 beendet. Die Produktion wurde im Februar 2013 fertiggestellt. Mitte Oktober 2013 erschien die erste Single-Auskopplung Living Tattoo.
Der Song Hysteria wurde als zweite Single gewählt. Hysteria ist Teil des Soundtracks zum Film Anselmi, Nuori Ihmissusi, in dem Sänger Sami Alho eine der Hauptrollen spielt.
Auch das zweite Album All the Shades of Darkened Light wurde von der internationalen Presse bewertet. Die Band spielte 2014 bei Musikfestivals.

## Stil
Free Spirit bedient sich der Elemente aus Rockmusik der 1980er Jahre und AOR, gemischt mit Progressive Rock und Heavy-Rock-Facetten sowie Einflüssen aus zeitgenössischer, keltischer und Folk-Musik. Free Spirit zeichnet sich durch ausgeprägte Melodien und vielschichtigen Background-Gesang aus. Die Texte handeln von zwischenmenschlichen Beziehungen. Alle Songs sind in englischer Sprache.

## Diskografie
Studioalben
- 2009: Pale Sister of Light (Carpel Music Oy)
- 2014: All the Shades of Darkened Light (Carpel Music Oy)

Singles
- 2005: Heroes Don’t Cry (Low Frequency Records)
- 2013: Living Tattoo (im MP3-Format erschienen)
- 2014: Hysteria (im MP3-Format erschienen)

Musikvideos
- 2014: Hysteria
- 2014: Fever
- 2014: Carry On

Soundtrack
- 2014: Hysteria (veröffentlicht im OST zu Anselmi, Nuori Ihmissusi)